# Mihály kenti herceg
Mihály brit királyi herceg (Coppins, 1942. július 4.–) (teljes neve Kenti Mihály György Károly Fanklin brit királyi herceg, angolul: Michael George Charles Franklin of Kent, a brit királyi család részeként a Windsor-ház tagja, V. György brit király unokája és II. Erzsébet brit királynő unokatestvére. Mihály herceg születése révén jogosult a brit királyi hercegi cím használatára.
Mihály herceg unokatestvére, II. Erzsébet nevében időnként hivatalos feladatokat is ellát, elsősorban a Nemzetközösség országaiban képviseli a királynőt. Emellett saját tanácsadó cégét irányítja, illetve néhány dokumentumfilmben szerepelt, melyek az európai uralkodóházakat mutatták be. Nevét Mihail Alekszandrovics Romanov orosz nagyherceg, II. Miklós cár öccse után kapta, aki három nagyszülőjének volt unokatestvére.

## Fiatalkora
Mihály herceg 1942. július 4-én született Buckinghamshire grófságban, az Iverben található Coppins birtokon, a királyi család régi rezidenciáján. Apja György kenti herceg volt, V. György brit király és Mária királyné negyedik fia. Anyja Marina görög hercegnő. György herceg hat héttel Mihály születése után, 1942. augusztus 25-én egy repülőbalesetben életét vesztette. Születésekor Mihály herceg a hetedik volt az Egyesült Királyság trónöröklési rangsorában, jelenleg a 42. helyet foglalja el.
Mihály herceget 1942. augusztus 4-én keresztelték meg a windsori vár kápolnájában, keresztszülei között volt VI. György király, Vilma holland királynő (akit veje, Bernát lippe–biesterfeldi herceg képviselt), VII. Haakon norvég király, Franklin D. Roosevelt (akit György kenti herceg helyettesített), Frederika görög királyné, Henrik gloucesteri herceg (nagybátyja). A háborús helyzetre való tekintettel a keresztelőről hírt adó lapok nem írták meg a szertartás pontos helyét, csak annyit, hogy "egy vidéki magánkápolnában" került arra sor.
Ötévesen Mihály herceg a menyasszony kísérője volt Erzsébet brit királyi hercegnő és Fülöp edinburgh-i herceg esküvőjén.

## Tanulmányai és katonai karrierje

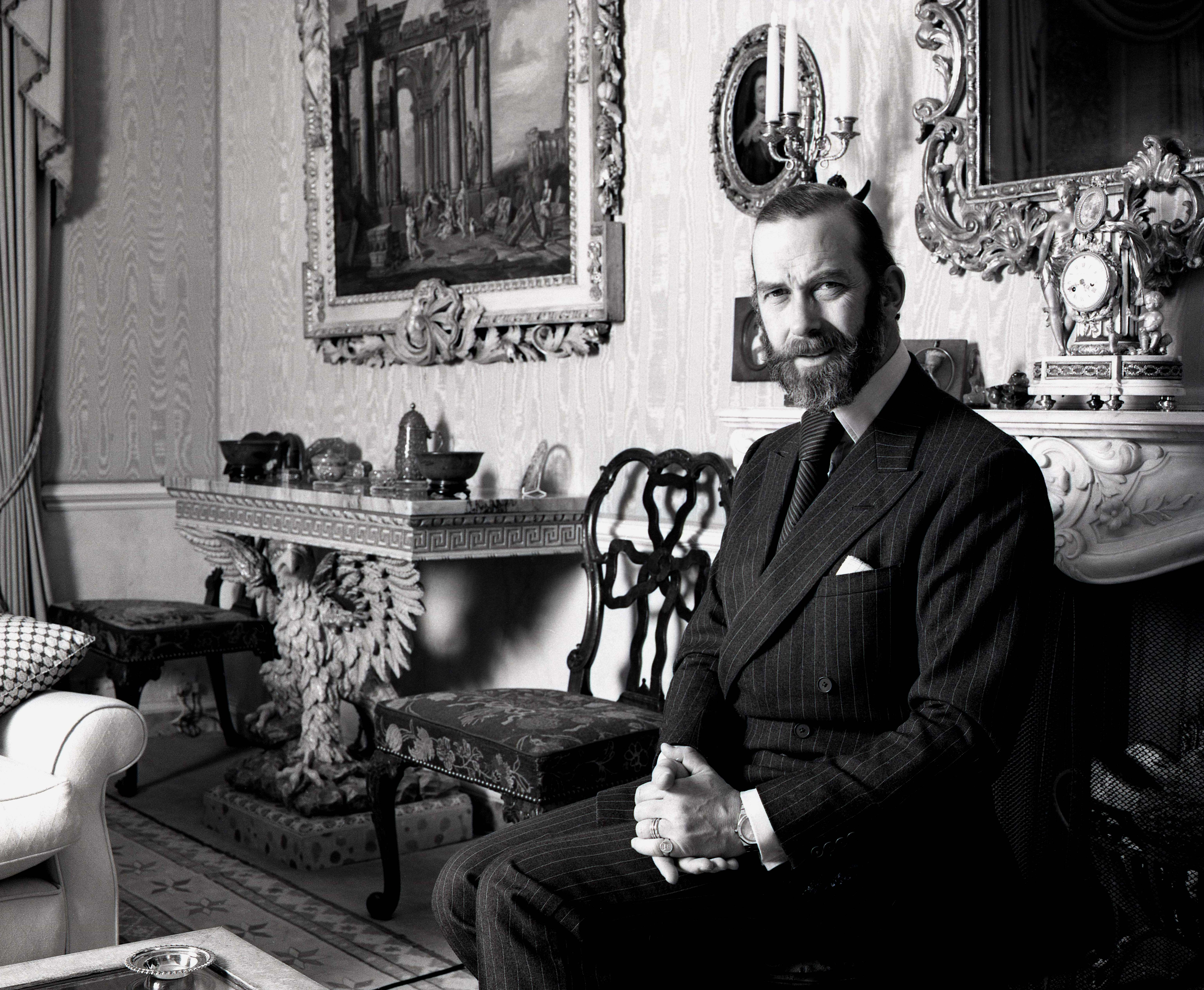
Mihály herceg a Kensington-palotában lévő lakosztályában

A Sunningdale School-ban és Etonban tanult. Ezt követően, 1961 januárjában felvették a Sandhursti Királyi Katonai Akadémiára, amit 1963-ban végzett el, első kinevezését a 11. huszárezredbe (Albert herceg saját ezrede) kapta. Katonai pályafutása során szolgált Németországban, Hongkongban és Cipruson, ahol százada az ottani ENSZ békefenntartók kötelékébe tartozott 1971-ben. Pályafutása további részében az Egyesült Királyságban állomásozott és többek között a katonai felderítés tagja volt. 1981-ben őrnagyi rangban szerelt le.
1994-ben kinevezték a Brit Haditengerészet tartalékos flottájának (Royal Navy Reserve) tiszteletbeli parancsnokává, 2004 júliusában tiszteletbeli ellentengernaggyá, 2002-ben a Brit Királyi Légierő tiszteletbeli parancsnokává. 2009-ben a Honourable Artillery Company (tiszteletbeli tüzérosztag) tiszteletbeli ezredparancsnokának nevezték ki, emellett a kanadai Essex és Kent skót ezred ezredtulajdonosa (colonel-in-chief).

## Polgári karrierje

### Hivatalos szereplései
A királyi családban elfoglalt nem túl szoros pozíciója (V. György negyedik fiának harmadik gyermeke) miatt Mihály hercegtől sosem várták el, hogy részt vegyen a királyi család hivatalos szereplésein. Ennek ellenére időnként a királynőt képviseli a Nemzetközösség országaiban, olykor hivatalos feladatot is ellát. A civillistából azonban nem kap térítést (ellentétben bátyjával, Eduárd kenti herceggel és nővérével, Alexandra brit királyi hercegnővel, akik szintén ellátnak hivatalos feladatokat). Egyedüli juttatásként – házasságkötése (1978) után – a Kensington-palotában kapott egy lakosztályt.
Mihály herceg számos állami temetésen képviselte a királynőt Indiában, Cipruson és Szváziföldön, illetve feleségével együtt képviselte a királynőt Belize függetlenségi ünnepségein, illetve III. Mswati szváziföldi király koronázásán.
Mihály herceg több, mint 100 brit szervezet védnöke, többek között:
- Battersea Dogs and Cats Home
- Thames Rowing Club
- Veterans Car Club of Great Britain
- World Class Learning Schools Group
- World Monuments Fund (UK)
- British Business & General Aviation Association (BBGA)
- Brooklands Museum Trust
- Chartered Institute of Linguists (IoL)
- Children's Burns Trust
- Commission for Global Road Safety[4]
- David Shepherd Wildlife Foundation
- FIA Foundation
- Institute of Certified Bookkeepers[5]
- The Kennel Club
- Light Aircraft Association
- London School of Business and Finance
- Maritime Volunteer Service
- National Eye Research Centre
- RoadSafe[6]
- Royal Automobile Club
- Royal Life Saving Society
- Russo-British Chamber of Commerce
- Society of Genealogists

### Munkája
Mivel hivatalos feladatai ellátása fejében Mihály herceg nem részesül semmilyen juttatásban, a királynőtől engedélyt kapott, hogy kereskedelmi tevékenységet folytasson. Mihály hercegnek saját tanácsadó cége van, emellett hivatásos orosz tolmács.

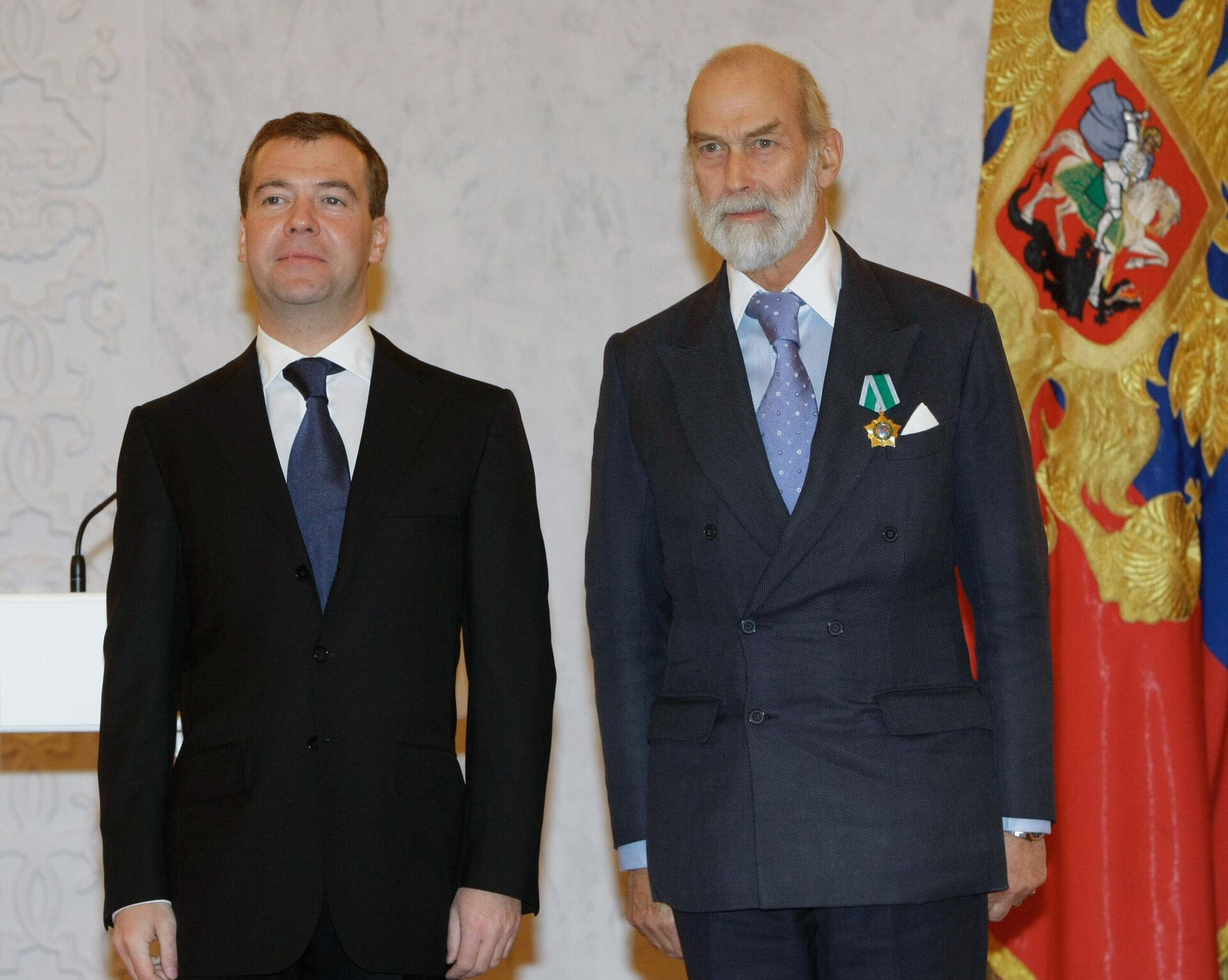
Mihály herceg a Kremlben, ahol 2009-ben kitüntetést vett át Dmitrij Medvegyev orosz elnöktől.

Mihály herceget szoros személyes és üzleti kapcsolatok fűzik Oroszországhoz. Az orosz üzleti élet képviselőivel együtt számos jótékony szervezetet hozott létre, emellett az Orosz-Brit Kereskedelmi Kamara elnöke és helyi veteránautóklub védnöke. Szakálla révén meglepően hasonlít rokonára, II. Miklós cárra, 1998-ban részt vett a cár és családjának újratemetésén Szentpétervárott.

### Problémák

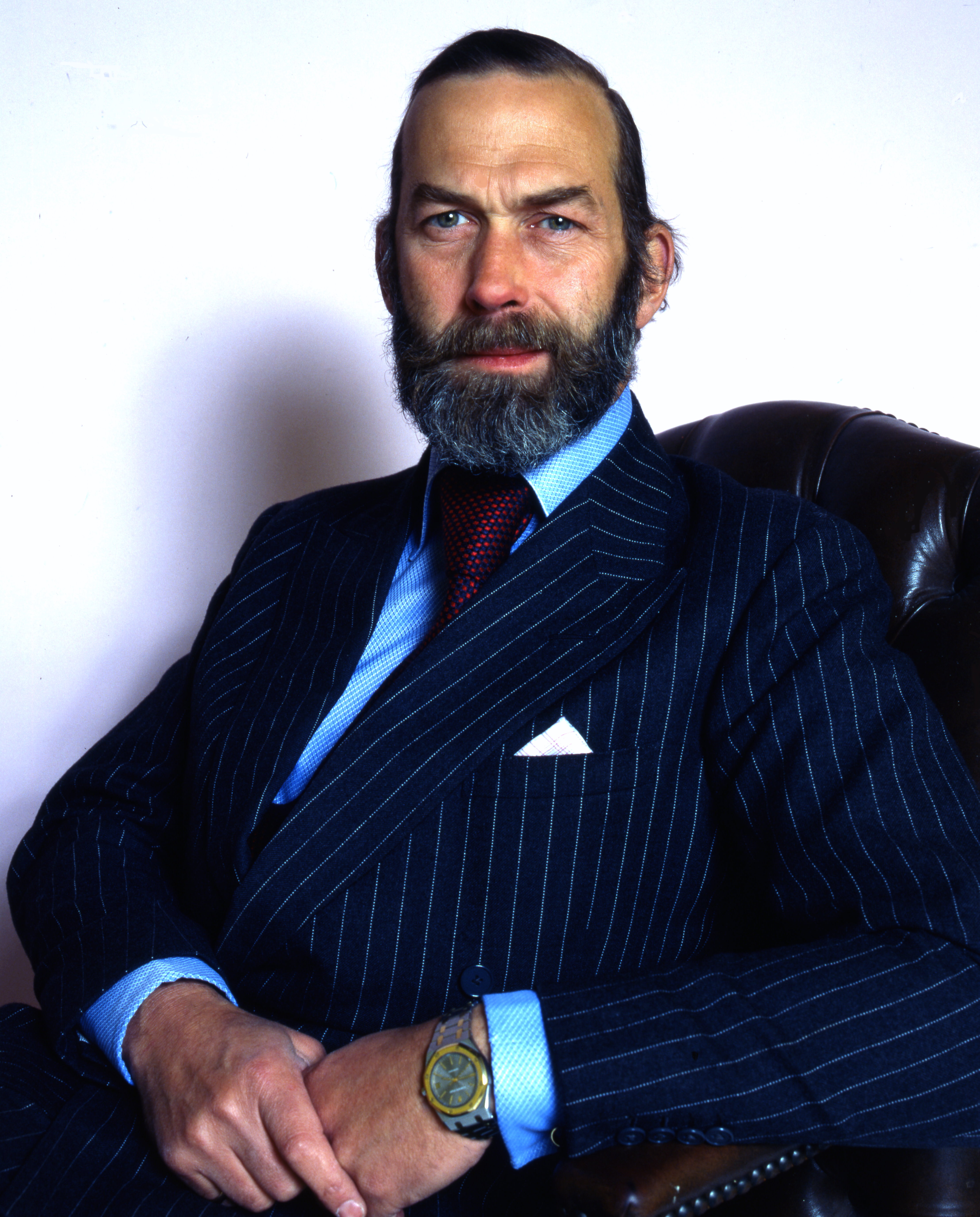
Mihály herceg 1990-ben (Allan Warren portréja)

Mihály hercegnek és feleségének meggyűlt a baja a brit sajtóval, amikor hírül adták, hogy a pár kihasználja státuszát és a királyi családhoz fűződő kapcsolatait vállalkozása érdekében. Amikor a sajtó 2003-ban hírül adta, hogy a Kensington-palotában lévő apartmanért a pár heti 69 fontot fizet (jóval a piaci ár alatt), a brit parlament egyik bizottsága azt követelte, hogy lakoltassák ki őket.
Az uralkodó család azonban közleményt adott ki, amelyben visszautasították a vádakat: "A királynő saját bevételeiből fizeti Mihály herceg és a hercegné lakosztályának bérleti díját, amely évente 120 000 font. A királynő által folyósított bérleti díjat számos hivatalos feladatának elvégzéséért és jótékonysági tevékenységének elismeréséért kapja Mihály herceg és hercegné, akik ezeket a feladatokat saját költségükre, állami térítés nélkül végzik." A királynő 2009. végéig fizette a lakosztály bérleti díját, miután Mihály hercegnek kellett ezt átvenni, aki emiatt eladta vidéki birtokát, Nether Lypiatt Manort.

## Házassága
1978. június 30-án vette feleségül, a bécsi városházán tartott polgári szertartáson, Marie-Christine von Reibnitz bárónőt, Gunther Hubertus von Reibnitz báró és magyar származású felesége, Maria Anna Carolina Franziska Walpurga Bernadette, Countess Szapáry de Muraszombath, Széchysziget et Szapár egyetlen lányát.
Mivel von Reibnitz bárónő nemcsak elvált, hanem katolikus vallású is volt, az anglikán egyház szabályai szerint egyházi szertartásra nem kerülhetett sor. A bárónő első férje Thomas Troubridge bankár volt, akitől 1977-ben vált el, házasságukat a római katolikus egyház semmisnek nyilvánította 1978-ban, két hónappal Mihály herceggel kötött házassága előtt. Az 1701-es Act of Settlement törvény értelmében, amely a brit trónöröklést szabályozza, Mihály herceg elvesztette jogát a trón öröklésére katolikus vallású házastárs választásával.
Mihály herceg feleségének hivatalos neve a királyi rendelkezések szerint "Ő királyi fensége Kenti Mihály hercegné" (Her Royal Highness Princess Michael of Kent, nem pedig Princess Marie-Christine, mivel saját jogán nincs hercegnői címe).
Mihály hercegnek és feleségének két gyermeke született, akik - mivel az anglikán egyházhoz tartoznak - továbbra is szerepelnek a trónöröklési rangsorban:
- Frederick Windsor, 1979. április 6., 43. a trónöröklési rangsorban. 2009. szeptember 12-én vette feleségül Sophie Winklemant.
- Gabriella Windsor, 1981. április 23., 44. a trónöröklési rangsorban, jelenleg az oxfordi egyetem hallgatója.

## György, Kent 1. hercege leszármazottai
A részleges családfán megjelenítettük a Kent hercege cím öröklésében fontos személyeket. Feltüntettük azokat, akikről (2024) született magyar szócikk.
- V. György brit király (1865. június 3. – 1936. január 20.) Felesége: Teck Mária
  - VIII. Eduárd brit király
  - VI. György brit király
  - Mária brit királyi hercegnő
  - Henrik Gloucester 1. hercege (1900. március 31. - 1974. június 10.)
    - innen lásd Gloucester hercege

  - György, Kent 1. hercege (1902. december 20. - 1942. augusztus 25.) Felesége: Marina görög hercegnő (1906 – 1968)
    - Eduárd, Kent 2. hercege (1935. október 9. – ) Felesége: Katalin kenti hercegné[13] (1933 –)
      - George Windsor[14], St Andrews grófja (1962. június 26–) Felesége: Sylvana Tomaselli (1957–)
        - Edward Windsor[13], Lord Downpatrick (1988. december 2. –)
        - Marina Windsor[13] (1992. szeptember 30.–)
        - Amelia Windsor (1995. augusztus 24.–)

      - Helen Taylor (1964–) Férje: Timothy Verner Taylor (1963–)
        - négy gyerek

      - Nicholas Windsor (1970–) Felesége: Paola Louise Marica Doimi de Lupis
        - három gyerek

    - Alexandra (1936–) Férje: Angus Ogilvy (1928–2004)
      - James Ogilvy (1964–) Felesége: Julia Rawlinson
        - két gyerek

    - Mihály brit királyi herceg[15]
      - Frederick Windsor (1979–)
        - Maud Windsor (–2013)
        - Isabella Windsor (–2016)

      - Marina Ogilvy (1966–) Férje: Paul Mowatt (1990 – 1997)

  - János brit királyi herceg (1905-1919)

## Címei, kitüntetései

### Címe
- 1942. július 2. – : Ő királyi felsége Kenti Mihály herceg
- Teljes hivatalos címe: Ő királyi felsége Kenti Mihály György Károly Franklin herceg, a Királyi Viktória Rend lovagja, a Tiszteletreméltó Szt. János-rend lovagja.

Mihály herceg címere. A brit királyi címertől egy ezüst, ötosztatú szalag különbözteti meg, az első, harmadik és ötödik osztaton vörös kereszt, a második és negyedik osztaton azúrkék horgonnyal.

### Kitüntetései
- KCVO: A Királyi Viktória Rend lovagja, 1992. július 4.
- GCVO: A Királyi Viktória Rend nagykeresztes lovagja, 2003. június 2.
- KStJ: A Tiszteletreméltó Szt. János-rend lovagja
- Орден Дружбы: Az orosz Barátság-rend 2009. november 4.

### Emlékérmek
- Ciprusi ENSZ békefenntartó medál (UNFICYP)
- II. Erzsébet koronázási medál 1953
- II. Erzsébet ezüstjubileumi medál 1977
- II. Erzsébet aranyjubileumi medál 2002

### Katonai kinevezései
- Az Essex and Kent Skót Ezred tiszteletbeli parancsnoka
- Tiszteletbeli ellentengernagy, Haditengerészeti Tartalék
- Főparancsnok, Tengerészeti Tartalékflotta
- A Honourable Artillery Company parancsnoka